# Souessoula parva
Genre
Espèce
Synonymes
- Tmeticus parvus Banks, 1899
- Oedothorax potamius Crosby & Bishop, 1927
- Sciastes ogeechee Chamberlin & Ivie, 1944
- Sciastes fuscus Chamberlin & Ivie, 1944
- Sisicottus atypicus Chamberlin & Ivie, 1944

Souessoula parva, unique représentant du genre Souessoula, est une espèce d'araignées aranéomorphes de la famille des Linyphiidae.

## Distribution
Cette espèce se rencontre aux États-Unis en Louisiane, en Alabama, en Géorgie, en Virginie, au Maryland, dans l'État de New York et en Illinois et au Canada en Ontario.

## Description
Les mâles décrits par Millidge en 1984 mesurent de 1,45 à 1,65 mm et les femelles de 1,75 à 1,90 mm.

## Publications originales
- Banks, 1899 : Some spiders from northern Louisiana. Proceedings of the Entomological Society Washington, vol. 4, p. 188-195 (texte intégral).
- Bishop & Crosby, 1936 : Studies in American spiders: Miscellaneous genera of Erigoneae. Festschrift zum 60. Geburstage von Professor Dr. Embrik Strand, Riga, vol. 2, p. 52-64.